# Buitenhaven (Vlaardingen)
De Buitenhaven van Vlaardingen bevindt zich ten zuiden van de Delflandse Buitensluis en loopt tot aan de Nieuwe Maas, waarmee de haven in open verbinding staat. Ten noorden van de Buitenhaven bevindt zich de Oude Haven. De sluis tussen beide havens bestaat sinds 1888, toen de Spoorlijn Schiedam - Hoek van Holland werd aangelegd over een waterkerende dijk, voorzien van een keersluis ter bescherming tegen hoge waterstand. In 1920 werd iets ten noorden van deze keersluis een tweede sluis aangelegd als versterking van de waterkering. Tot de aanleg van de Delflandse Buitensluis in 1995 was er echter geen sprake van een schutsluis.
Een klein stukje ten zuiden van de sluis bevond zich de Spoorhaven, een kleine haven ten westen van de Buitenhaven. Op dezelfde hoogte bevond zich aan de oostkant een verbinding met de Koningin Wilhelminahaven, met over de aansluiting een beweegbare brug. Op die plek ligt nu het Grote Visserijplein.
Op het oostelijke havenhoofd bevindt zich de lichtbaak van Speyk, nu een Rijksmonument. Vanaf het westelijke havenhoofd vertrok tot de aanleg van de Beneluxtunnel de veerpont naar Pernis.
Buitenhaven · Oude Haven · Vulcaanhaven · Koningin Wilhelminahaven · Zevenmanshaven